# Kanton Meyrueis

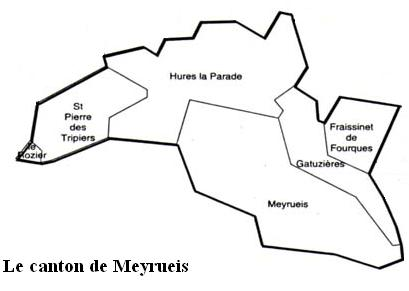
Kanton Meyrueis

Der Kanton Meyrueis  war bis 2015 ein französischer Wahlkreis im Arrondissement Florac, im Département Lozère und in der Region Languedoc-Roussillon.
Der Kanton umfasste Wahlberechtigte aus folgenden sechs Gemeinden:
| Gemeinde                  | Einwohner Jahr | Fläche km² | Bevölkerungsdichte | Code INSEE | Postleitzahl |
| ------------------------- | -------------- | ---------- | ------------------ | ---------- | ------------ |
| Fraissinet-de-Fourques    | 67 (2013)      | –          | – Einw./km²        | 48065      | 48400        |
| Gatuzières                | 57 (2013)      | –          | – Einw./km²        | 48069      | 48150        |
| Hures-la-Parade           | 268 (2013)     | –          | – Einw./km²        | 48074      | 48150        |
| Meyrueis                  | 823 (2013)     | –          | – Einw./km²        | 48096      | 48150        |
| Le Rozier                 | 150 (2013)     | –          | – Einw./km²        | 48131      | 48150        |
| Saint-Pierre-des-Tripiers | 78 (2013)      | –          | – Einw./km²        | 48176      | 48150        |